# Región de Nugaal
Nugaal (somalí: Nugaal; árabe: نوغال Nūghāl) es una región administrativa (gobolka) de Somalia. Su capital es Garowe. Limita con Etiopía y Somalilandia al oeste, las regiones somalís de Sool al oeste, Bari al norte, y Mudug al sur, y el océano Índico al este.
Nugaal se centra en Garowe, que es la capital de la macrorregión autónoma de Puntlandia. Los segmentos del valle de Nugaal desde Garowe hacia el este se conocen tradicionalmente como Bari-Nugaaleed o Bari-Nugaal, mientras que los segmentos del valle que convergen en las llanuras de Iyah se denominan Jednugaal. No obstante, Nugaal propiamente dicho se refiere tradicionalmente a segmentos del valle al oeste de Garowe.

## Distritos
- Burtinle
- Eyl
- Garowe